# Kvinnan och revolutionen
Kvinnan och revolutionen är en antologi med texter om 200 års kamp för kvinnlig frigörelse, sammanställd av Folke Schimanski på Bo Cavefors Bokförlag 1972. Texterna sträcker sig från den franska revolutionen under slutet av 1700-talet till de socialistiska under 1900-talet. De är skrivna av bland annat Mary Wollstonecraft, Flora Tristan, August Bebel, Friedrich Engels, Clara Zetkin och Alexandra Kollontaj.